# Równy Beskid

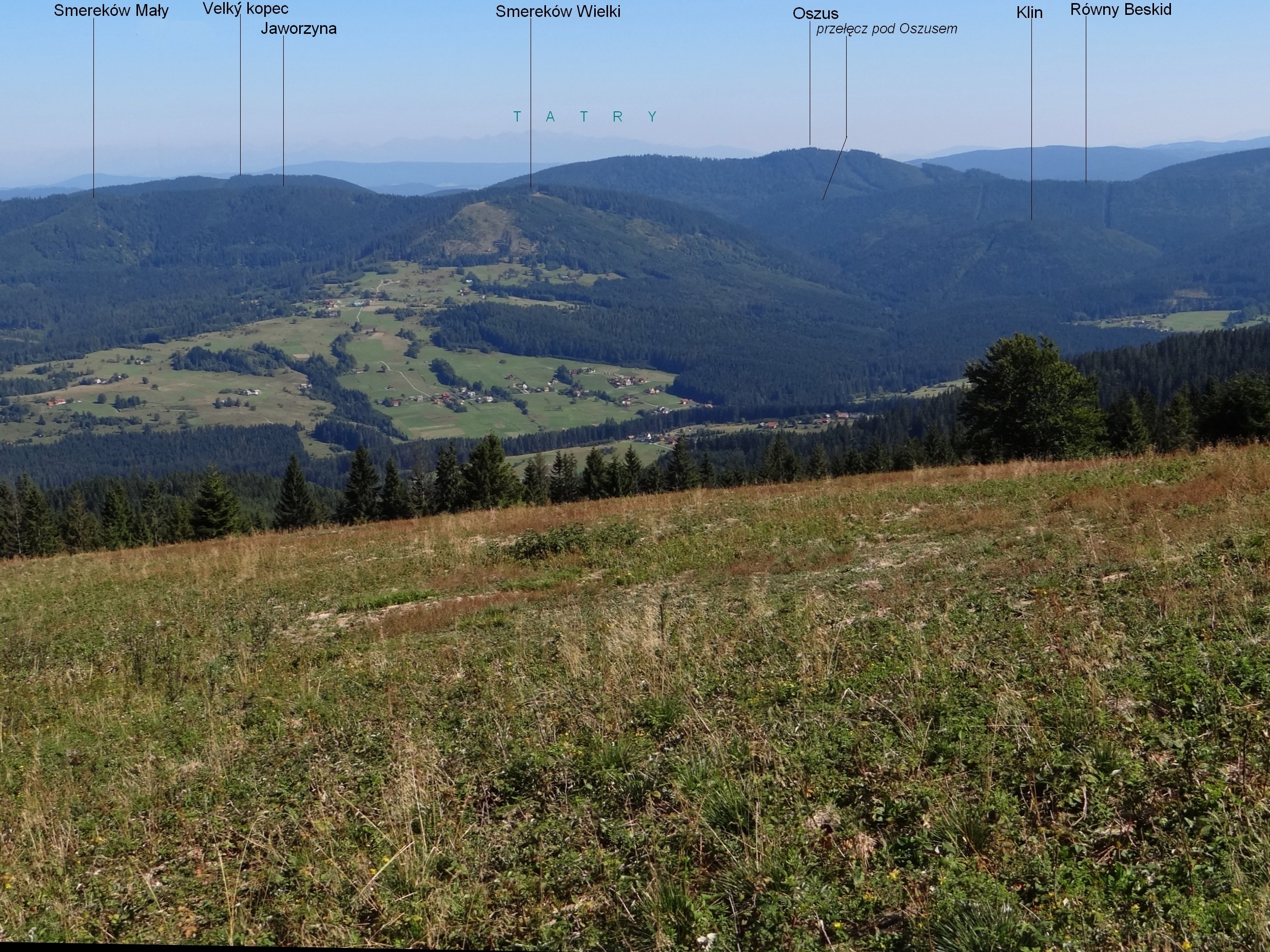
Widok z Hali na Muńczole

Równy Beskid (słow. Rovný Beskyd) – odcinek głównego grzbietu Beskidu Żywiecko-Kisuckiego pomiędzy przełęczą Pod Oszustem (Podúšust, 945 m) a Pańskim Kamieniem (Kukoškula, 1023 m). Nazwa w pełni oddaje charakter tego grzbietu; na długości około 1,3 km jest on bowiem niemal idealnie równy i przebiega na stałej wysokości około 1000 m. W kierunku północno-zachodnim (na polską stronę) odbiega od Równego Beskidu krótki boczny grzbiet zakończony wzniesieniem Klina i Słapówki, w południowo-wschodnim, na słowacką stronę inny, także krótki grzbiet do Wielkiej Magury (Veľká Magura, 1111 m).
Równy Beskid należy do Grupy Oszusa. Jest całkowicie porośnięty lasem, zarówno na polskiej, jak i słowackiej stronie. Jego stoki opadają do dolin 4 potoków; na polskiej stronie jest to potok Urwisko i jego dopływ (opływają Słapówkę i Klin), na słowackiej stronie są to Magurský potok i Jurikov potok.
Polskie stoki Równego Beskidu znajdują się w granicach wsi Soblówka w województwie śląskim, w powiecie żywieckim, w gminie Ujsoły. Grzbietem Równego Beskidu prowadzi znakowany, słowacki szlak turystyczny.

## Szlaki turystyczne
słowacki szlak graniczny.